# Gustaf Ek
Gustaf Emanuel Ek, född 6 september 1884 i Sjösås socken, död 7 juni 1962 i Växjö, var en svensk blindpedagog. Han var far till Bengt Ek.
Gustaf Ek var son till hemmansägaren Gustaf Ek och Lovisa Magnusson. Han genomgick folkskoleseminariet i Växjö och avlade folkskollärarexamen där 1906 och var 1907–1912 folkskollärare i Vetlanda. Sedan Ek 1910–1911 utbildats till lärare vid blindskola, blev han 1912 ordinarie ämneslärare vid Tomtebodaskolan. Vid sidan av sin tjänst fortsatte han sina studier, avlade 1915 studentexamen, 1918 filosofie kandidatexamen vid Stockholms högskola och 1921 filosofie licentiatexamen vid Lunds universitet. 1923 blev Ek rektor vid Tomteboda blindinstitut och förskolan i Tomteboda och 1926 även Skolöverstyrelsens inspektör för blindundervisningen. Han gjorde stora insatser inom blindundervisningen och deltog 1931 som sakkunnig i utredningen till blindvårdens ordnande och bidrog till den 1934 införda blindhetsersättningen. Ek var ordförande i 1936 års sakkunnighetsutredning om förbättrade arbetsförhållanden och förvärvsmöjligheter för blinda och döva och var från 1941 ledamot av Statens blindhetsdepånämnd. Han var 1921–1937 sekreterare i Kronprinsessan Margaretas arbetsnämnd för de blinda och från 1926 styrelseledamot i De blindas förening. Ek utgav ett flertal skrifter, bland annat Den svenska blindvårdens uppkomst och utveckling (1938).
Ek var gift med Maja Svärd. Han var riddare av Nordstjärneorden.